# レジス・パスキエ
レジス・パスキエ（Régis Pasquier, 1945年10月12日 - ）は、フランスのヴァイオリニスト。父ピエール・パスキエ、叔父ジャン、エティエンヌはパスキエ三重奏団の創設者。兄ブルーノ・パスキエはヴィオラ奏者。

## 経歴
1958年、12歳でパリ国立高等音楽院のヴァイオリン科と室内楽科を一等賞で卒業。2年後にはニューヨークでリサイタル・デビュー。ニューヨークではアイザック・スターン、ダヴィッド・オイストラフ、ピエール・フルニエ、ナディア・ブーランジェ、ジノ・フランチェスカッティらの薫陶を受ける。フランチェスカッティとはバッハの2つのヴァイオリンのための協奏曲を録音した（ドイツ・グラモフォン）。以来、国際的な演奏活動を行っている。これまで、ジョージ・セル指揮クリーヴランド管弦楽団とのチャイコフスキーのヴァイオリン協奏曲をはじめ、シャルル・ミュンシュ、ロリン・マゼール、レナード・バーンスタイン、シャルル・デュトワ、小澤征爾、ジョルジュ・プレートル、ジャン・フルネ、マイケル・ティルソン・トーマス、エド・デ・ワールト、ミシェル・プラッソン、マティアス・バーメルト、大友直人、下野竜也、高関健、大植英次らの指揮者、欧米、日本（NHK交響楽団、東京交響楽団、群馬交響楽団、京都市交響楽団）、オーストラリア、南米など各国の主要オーケストラと共演。ラ・フォル・ジュルネ・オ・ジャポンの常連メンバーでもある。
兄でヴィオラ奏者のブルーノ、チェロのロラン・ピドゥーとの新パスキエ三重奏団や、ピドゥーとピアノのジャン＝クロード・ペヌティエとのピアノトリオなど、室内楽奏者としても精力的に活動している。また1977年から1986年まではフランス国立管弦楽団のコンサートマスターを務めた。
ジョルジュ・エネスク賞、シャルル・クロス賞、フランスのレコード・アカデミー賞などの受賞歴を持つ。1985年にはフランス政府より芸術文化勲章を授与される。
1998年より1734年製グァルネリ・デル・ジェスを使用している。以前は、ミッシャ・エルマンが所有していた1735年製ストラディヴァリウス"Samazeuilh"、1730年製ドメニコ・モンタニャーナ"Hubay"、1742年製ドメニコ・モンタニャーナなどを使用していた。
1985年から2011年までパリ国立高等音楽院ヴァイオリン科および室内楽科教授を務め、ダヴィド・グリマル、瀬﨑明日香など数多くのヴァイオリニストを育てた。現在はパリ・エコールノルマル音楽院の教授を務めている。日本では京都フランス音楽アカデミー、いしかわミュージックアカデミーなどの講習会で定期的に教鞭をとっている。モントリオール国際音楽コンクール、仙台国際音楽コンクールなどの審査員も務めている。

## 録音
- パガニーニ：24のカプリース
- プロコフィエフ：ヴァイオリン・ソナタ第1番、第2番、5つのメロディ（ピアノ／パスカル・ロジェ）
- ベートーヴェン：ヴァイオリン・ソナタ全曲（ピアノ／ジャン＝クロード・ペヌティエ）
- イザイ：無伴奏ヴァイオリン・ソナタ全曲
- バッハ：無伴奏ヴァイオリンのためのソナタとパルティータ全曲
- ブラームス：ヴァイオリン・ソナタ第3番、ピアノ四重奏曲第1番（ピアノ／ジャン＝クロード・ペヌティエ、ヴィオラ／ブルーノ・パスキエ、チェロ／ロラン・ピドゥー）
- ブラームス：弦楽六重奏曲第1番
- ラヴェル：ヴァイオリンとピアノのための作品集（ピアノ／ブリジット・エンゲラー）
- ラヴェル：ピアノ、ヴァイオリン、チェロのための作品集（ピアノ／ジャン＝クロード・ペヌティエ、チェロ／ロラン・ピドゥー）
- フォーレ：ヴァイオリン・ソナタ第1番、第2番、ドビュッシー：ヴァイオリン・ソナタ（ピアノ／エマニュエル・ストロッセ）
- プーランク：ヴァイオリン・ソナタ（ピアノ／エミール・ナウモフ）
- フランク：ヴァイオリン・ソナタ（ピアノ／カトリン・コラール）
- チャイコフスキー：ピアノ三重奏曲「偉大な芸術家の思い出に」、ショスタコーヴィチ：ピアノ三重奏曲第2番（ピアノ／ジャン＝クロード・ペヌティエ、チェロ／ロラン・ピドゥー）
- ラフマニノフ：ピアノ三重奏曲第1番、第2番（ピアノ／ジャン＝クロード・ペヌティエ、チェロ／ロラン・ピドゥー）
- シューベルト：ピアノ三重奏曲第1番、第2番（ピアノ／ジャン＝クロード・ペヌティエ、チェロ／ロラン・ピドゥー）
- シューベルト：弦楽三重奏曲第1番、第2番（ヴィオラ／ブルーノ・パスキエ、チェロ／ロラン・ピドゥー）
- ショーソン：ヴァイオリン、ピアノと弦楽四重奏のためのコンセール（ピアノ／フィリップ・ビアンコーニ、弦楽四重奏／パリジイ四重奏団）
- ショーソン：ヴァイオリン、ピアノと弦楽四重奏のためのコンセール（ピアノ／ジャン＝クロード・ペヌティエ、弦楽四重奏／ロラン・ドガレイユ、ジュヌヴィエーヴ・シモノ、ブルーノ・パスキエ、ロラン・ピドゥー）
- ショーソン：ピアノ三重奏曲、ピアノ四重奏曲（ピアノ／ジャン＝クロード・ペヌティエ、ヴィオラ／ブルーノ・パスキエ、チェロ／ロラン・ピドゥー）
- バルトーク：2つのヴァイオリンのための44のデュオ（ジェラール・プーレと）
- モーツァルト：クラリネット五重奏曲（クラリネット：ミシェル・ポルタル、第2ヴァイオリン／ロラン・ドガレイユ、ヴィオラ／ブルーノ・パスキエ、チェロ／ロラン・ピドゥー）
- モーツァルト：ヴァイオリンとヴィオラのための二重奏曲（ヴィオラ／ブルーノ・パスキエ）
- サン＝サーンス：ピアノ四重奏曲変ロ長調Op.41（ピアノ／フセイン・セルメット、ヴィオラ／ブルーノ・パスキエ、チェロ／ロラン・ピドゥー）
- バッハ：2つのヴァイオリンのための協奏曲（第1ヴァイオリン／ジノ・フランチェスカッティ、ルドルフ・バウムガルトナー指揮ルツェルン祝祭合奏団）
- チャイコフスキー：ヴァイオリン協奏曲、ヴァイオリンと管弦楽のための作品集（エマニュエル・ルデュク＝バローム指揮バルティック室内管弦楽団）
- ベートーヴェン：ヴァイオリン協奏曲、ヴァイオリンと管弦楽のためのロマンス第1番、第2番（エマニュエル・ルデュク＝バローム指揮バルティック室内管弦楽団）
- プロコフィエフ：ヴァイオリン協奏曲第1番、第2番（アラン・ロンバール指揮フランス国立ボルドー・アキテーヌ管弦楽団）
- ベルク：ヴァイオリン協奏曲、バルトーク：ヴァイオリン協奏曲第2番（エーリヒ・ベルゲル指揮ハンガリー放送交響楽団）
- シベリウス：ヴァイオリン協奏曲（ピエール・バルトロメー指揮リエージュ・フィルハーモニー管弦楽団）
- モーツァルト：ヴァイオリン協奏曲全集、ヴァイオリンとヴィオラのための協奏交響曲（ピエール・バルトロメー指揮リエージュ・フィルハーモニー管弦楽団、ヴィオラ／ブルーノ・パスキエ）
- ブラームス：ヴァイオリン協奏曲（タマーシュ・ヴァーシャリ指揮ハンガリー放送交響楽団）
- ブラームス：ヴァイオリン協奏曲（アラン・ロンバール指揮フランス国立ボルドー・アキテーヌ管弦楽団）
- バーンスタイン：ヴァイオリンと弦楽のためのセレナード（プラトンの「饗宴」による）、ヴァイル：ヴァイオリンと管楽のための協奏曲（エドモン・コロメール指揮ピカルディ管弦楽団）